# Lista de chefes de Estado da Espanha
Esta é uma lista de chefes de estado espanhóis, ou seja, reis e presidentes que governaram o país Espanha no sentido moderno da palavra. Os precursores do trono espanhol foram os seguintes:
- Reis das Astúrias
- Reis de Navarra
- Reis de Leão
- Reis da Galiza
- Reis de Aragão
- Reis de Castela

Estas linhagens acabaram por ser unidas pelo casamento dos Reis Católicos, Fernando II de Aragão (rei da Coroa de Aragão) e Isabel I de Castela (rainha da Coroa de Castela). Embora seus reinos continuassem separados, com sua união pessoal eles os governaram juntos como um só domínio. A Espanha foi posteriormente governada como uma união dinástica pela Casa de Trastámara, pela Casa de Habsburgo e pela Casa de Bourbon até que os decretos de Nueva Planta fundiram Castela e Aragão num só reino.
Durante a Primeira República Espanhola (1873–1874), a Espanha teve chefes de estado conhecidos como Presidente do Poder Executivo. No entanto, foi apenas durante a Segunda República Espanhola (1931–1939) que existiu o título oficial de Presidente de Espanha (ou Presidente da República). Hoje, a Espanha é uma monarquia constitucional, e não há, portanto, nenhuma pessoa que detenha o título de Presidente da Espanha. No entanto, o primeiro-ministro detém o título oficial de Presidente do Governo.

## Reino da Espanha (1479-1873)

### Casa de Trastâmara(1479–1555)
Sob Isabel e Fernando, as dinastias reais de Castela e Aragão, seus respectivos reinos, foram unidas em uma única linha. A historiografia de Espanha geralmente trata isto como a formação do reino de Espanha, mas na realidade, os dois reinos continuaram durante muitos séculos com as suas próprias instituições separadas. Somente com os decretos de Nueva Planta do início do século XVIII é que as duas terras foram formalmente fundidas em um único estado.
- Isabel I
- Fernando II & V
- Joana
- Filipe I

### Casa de Habsburgo(1516–1700)
Após as mortes de Isabel (1504) e Fernando (1516), sua filha Joana herdou os reinos espanhóis. No entanto, ela foi mantida prisioneira em Tordesilhas devido ao seu transtorno mental. Como o filho de Joana, Carlos I (o futuro Sacro Imperador Romano, Carlos V), não queria ser apenas um regente, proclamou-se rei de Castela e Aragão juntamente com a sua mãe. Posteriormente, as Cortes castelhana e aragonesa prestaram-lhe juramento como co-monarca com a sua mãe. Após a morte dela, ele se tornou o único rei de Castela e Aragão, e os tronos foram deixados permanentemente unidos a Filipe II da Espanha e sucessores. A numeração tradicional dos monarcas segue a coroa castelhana; ou seja, depois do rei Fernando (II de Aragão e V de Castela jure uxoris como marido da rainha de Castela Isabel I), o próximo Fernando foi numerado VI. Da mesma forma, Alfonso XII segue seu número seguindo o de Alfonso XI de Castela, e não o de Alfonso V de Aragão, os anteriores monarcas espanhóis com esse nome.
- Carlos I
- Filipe II
- Filipe III
- Filipe IV
- Carlos II

#### Requerente contestado
- Carlos III

Em 1700 Carlos II morreu. O testamento de Carlos nomeou Filipe, de 16 anos, neto da irmã de Carlos, Maria Teresa da Espanha, e do rei Luís XIV da França, como seu sucessor de todo o Império Espanhol.  Mediante qualquer possível recusa das possessões espanholas indivisas, a Coroa de Espanha seria oferecida ao lado do irmão mais novo de Filipe, Carlos, duque de Berry, ou, a seguir, ao arquiduque Carlos da Áustria. 
O arquiduque Carlos da Áustria tinha direito legal ao trono espanhol devido ao fato de que o pai de Carlos, Leopoldo I, Sacro Imperador Romano, era filho da tia de Carlos, Maria Ana da Áustria, mas Filipe ainda tinha a melhor reivindicação porque o avô de Filipe, O rei Luís XIV da França era filho da tia de Carlos, Ana da Áustria, a mais velha das irmãs de Filipe IV. No entanto, Filipe IV estipulou em seu testamento que a sucessão deveria passar para a linhagem austríaca dos Habsburgos, e a filial austríaca também alegou que Maria Teresa da Espanha, avó de Filipe, havia renunciado ao trono espanhol para si e seus descendentes como parte de seu contrato de casamento. Isto foi contrariado pela alegação francesa de que se baseava num dote que nunca tinha sido pago. 
Assim, a guerra estourou e o arquiduque Carlos foi proclamado rei da Espanha, como Carlos III, em oposição a Filipe V.  Carlos renunciou às suas reivindicações ao trono espanhol no Tratado de Rastatt de 1714, mas foi autorizado a continuar o uso de os estilos de um monarca espanhol durante sua vida. Filipe ascendeu ao trono espanhol, mas renunciou para sempre à sua reivindicação ao trono da França para si e seus descendentes. 

### Casa de Bourbon(1700-1808)
- Filipe V
- Luís I
- Filipe V
- Fernando VI
- Carlos III
- Carlos IV
- Fernando VII

### Casa de Bonaparte(1808-1813)
O único monarca desta dinastia foi José I, imposto pelo seu irmão Napoleão I da França depois de Carlos IV e Fernando VII terem abdicado. O título utilizado por José foi Rei das Espanhas e das Índias, por graça divina e pela Constituição do Estado . Mais tarde, ele também recebeu todos os títulos dos reis anteriores. Um governo de oposição aos franceses foi formado em Cádis em 25 de setembro de 1808, que continuou a reconhecer o preso Fernando VII como rei. Este governo foi diplomaticamente reconhecido como o governo espanhol legítimo pela Grã-Bretanha e outros países em guerra com a França.
- José I

### Casa de Bourbon(1813–1868; primeira restauração)
O filho mais velho de Carlos IV foi restaurado ao trono. Novamente o título utilizado foi rei de Castela, Leão, Aragão,… por graça divina .
- Fernando VII
- Isabel II

### Casa de Sabóia(1870-1873)
Após a Revolução Espanhola de 1868 depor Isabel II, foi estabelecido um governo provisório e uma regência chefiada por Francisco Serrano y Domínguez, que atuou como Chefe de Estado, de 8 de outubro de 1868 até 4 de dezembro de 1870, enquanto era solicitado um novo monarca. Amadeo I foi eleito rei e o novo título utilizado foi Rei de Espanha, por graça divina e vontade da nação .
- Amadeu I

## Primeira República Espanhola (1873-1874)
A Primeira República Espanhola começou com a abdicação como Rei de Espanha em 10 de fevereiro de 1873 de Amadeo I, na sequência do Caso Hidalgo, quando este foi obrigado pelo governo radical a assinar um decreto contra os oficiais de artilharia. No dia seguinte, 11 de fevereiro, a república foi declarada por uma maioria parlamentar composta por radicais, republicanos e democratas. Durou vinte e três meses.

### Presidentes da República
- Estanislao Figueras
- Francisco Pi y Margall
- Nicolás Salmerón y Alonso
- Emilio Castelar y Ripoll
- Francisco Serrano

## Reino da Espanha (1874–1931)

### Casa de Bourbon(1874–1931; segunda restauração)
O filho mais velho de Isabel II foi restaurado ao trono. Rei constitucional da Espanha . Entre a morte de Alfonso XII e o nascimento de Alfonso XIII, houve um período de sete meses em que a grávida Rainha Maria Cristina serviu como Chefe de Estado com o título de Regente para sua filha Maria de las Mercedes, que foi declarada "Rainha em Nome" até que o sexo de seu irmão fosse conhecido.
- Afonso XII
- Afonso XIII

## Segunda República Espanhola (1931-1939)
A Segunda República Espanhola foi o sistema de governo na Espanha entre 14 de abril de 1931, quando Alfonso XIII deixou o país após um período de agitação social após o colapso da ditadura do general Primo de Rivera um ano antes, e 1º de abril de 1939, quando o a última das forças Republicanas (republicanas) rendeu-se às forças Nacionalistas (nacionales) lideradas por Francisco Franco, no final da Guerra Civil Espanhola.

### Presidentes da República
- Niceto Alcalá-Zamora
- Diego Martínez Barrio
- Manuel Azaña
- Segismundo Casado
- José Miaja

## Governo republicano espanhol no exílio (1939-1977)
Presidentes espanhóis no exílio em Paris e na Cidade do México após a derrubada do governo por Francisco Franco.
- Diego Martínez Barrio
- Juan Negrín
- Diego Martínez Barrio
- Luis Jiménez de Asúa
- José Maldonado González

## Espanha Franquista (1936-1975)
Em 1 de outubro de 1936, o General Francisco Franco foi proclamado Chefe de Estado (Caudillo) em partes da Espanha controladas por forças Nacionalistas (nacionales) após o início da Guerra Civil Espanhola. Após o fim da guerra, em 1º de abril de 1939, o General Franco assumiu o controle de toda a Espanha. Em 1947, Franco proclamou a restauração da monarquia, mas não permitiu que o pretendente, Juan de Borbón, Conde de Barcelona, assumisse o trono. Em 1969, Franco declarou que Juan Carlos, denominado Príncipe da Espanha, filho do Conde de Barcelona, seria seu sucessor. Após a morte de Franco em 1975, Juan Carlos o sucedeu como rei da Espanha.
- Francisco Franco
- Alejandro Rodríguez de Valcárcel

## Reino da Espanha (1975-presente)

### Casa de Bourbon(1975-presente; terceira restauração)
A reivindicação de Alfonso XIII recaiu (devido às renúncias dos seus dois filhos mais velhos) ao seu terceiro filho, o infante Juan, conde de Barcelona, que foi preterido em favor do seu filho mais velho, cujo título se tornou Rei de Espanha. O conde de Barcelona renunciou às suas reivindicações em favor do filho em 1977, dois anos após a morte de Franco e a ascensão de Juan Carlos.
Juan Carlos abdicou em favor de seu filho Felipe VI, que se tornou rei em 19 de junho de 2014, sendo a filha mais velha de Felipe, Leonor, Princesa das Astúrias, a próxima na sucessão. 
- Juan Carlos I
- Filipe VI